# Monotropism

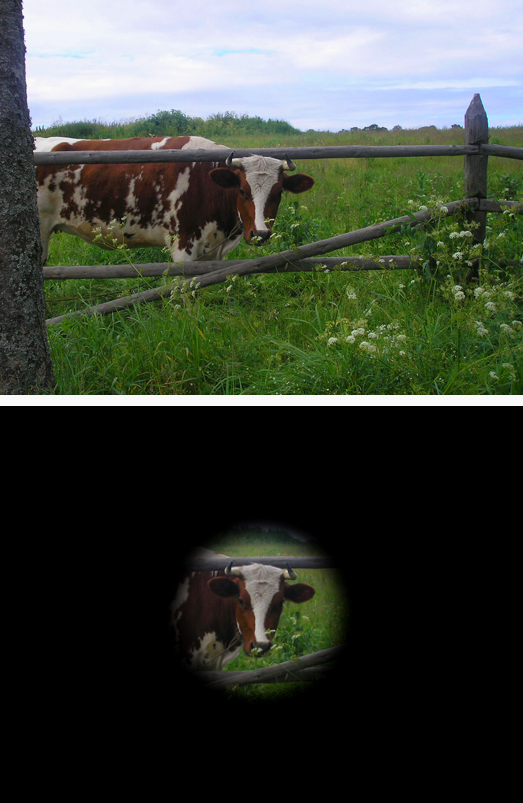
Monotropism beskrivs ofta metaforiskt som "tunnelseende".

Monotropism är en persons tendens att fokusera sin uppmärksamhet på ett fåtal saker i taget, vilket tenderar att göra så att personen missar saker utanför sin uppmärksamhetstunnel. Denna kognitiva strategi har ansetts vara den centrala underliggande egenskapen i autism. Teorin om monotropism utvecklades av Dinah Murray, Wenn Lawson och Mike Lesser i början på 1990-talet och publicerades först 2005. Lawsons fortsatta arbete med teorin låg till grund för hans doktorsexamen, Single Attention and Associated Cognition in Autism, och boken The Passionate Mind publicerad 2011.
En tendens att fokusera uppmärksamheten djupt istället för brett har ett antal psykologiska implikationer. Medan monotropiska individer tenderar att missa saker utanför sin uppmärksamhetstunnel, kan fokuset inom den leda till intensiva upplevelser, djup reflektion och flow.
Detta djupa fokus gör det dock svårare att omdirigera uppmärksamheten, inklusive att påbörja och avsluta uppgifter, vilket leder till vad som ofta beskrivs som exekutiv dysfunktion vid autism, samt stimmande eller andra upprepande beteenden, där en persons uppmärksamhet upprepade gånger dras tillbaka till samma ämne eller aktivitet.

## Egenskaper

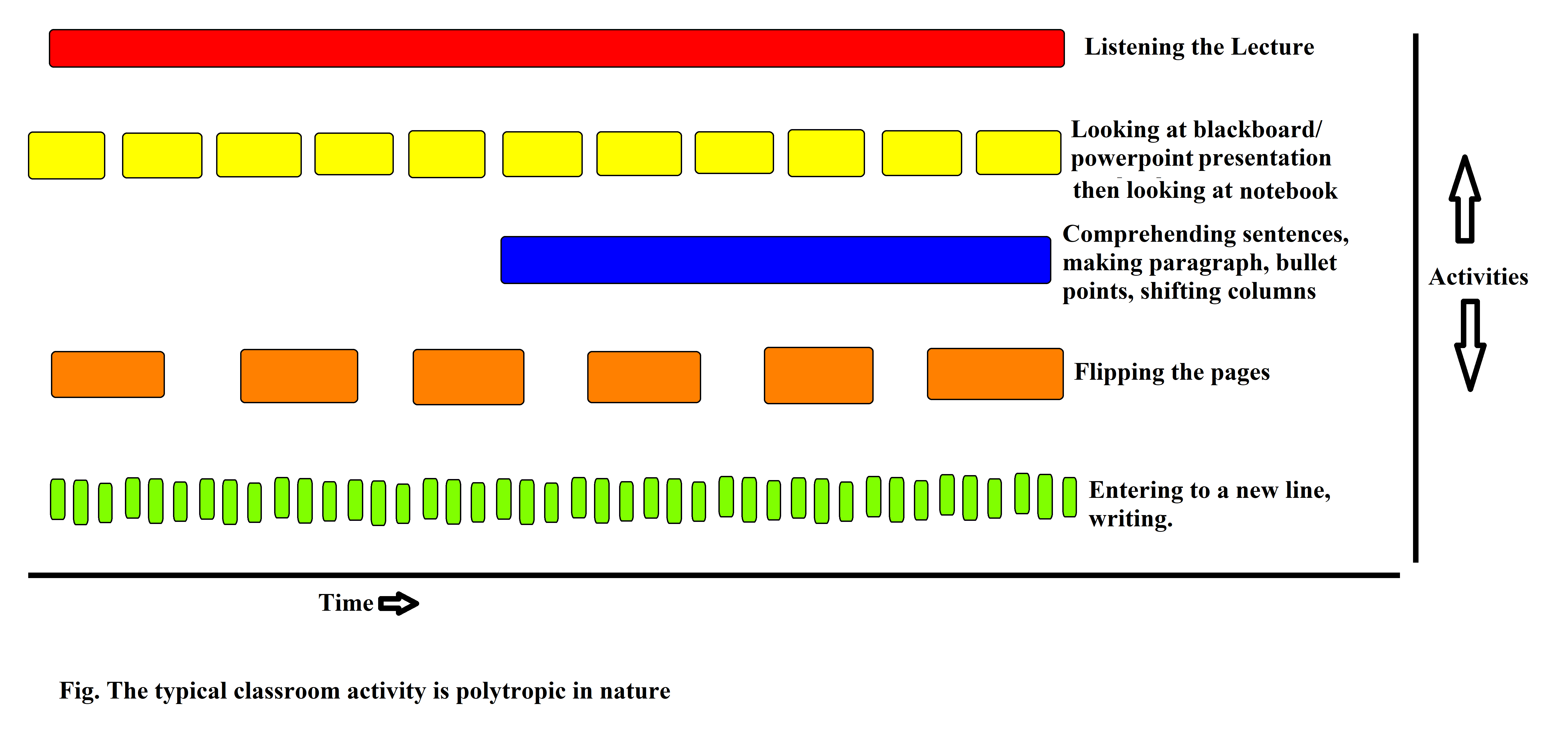
Typiska klassrumsaktiviteter kräver en polytropisk bearbetning av stimuli.

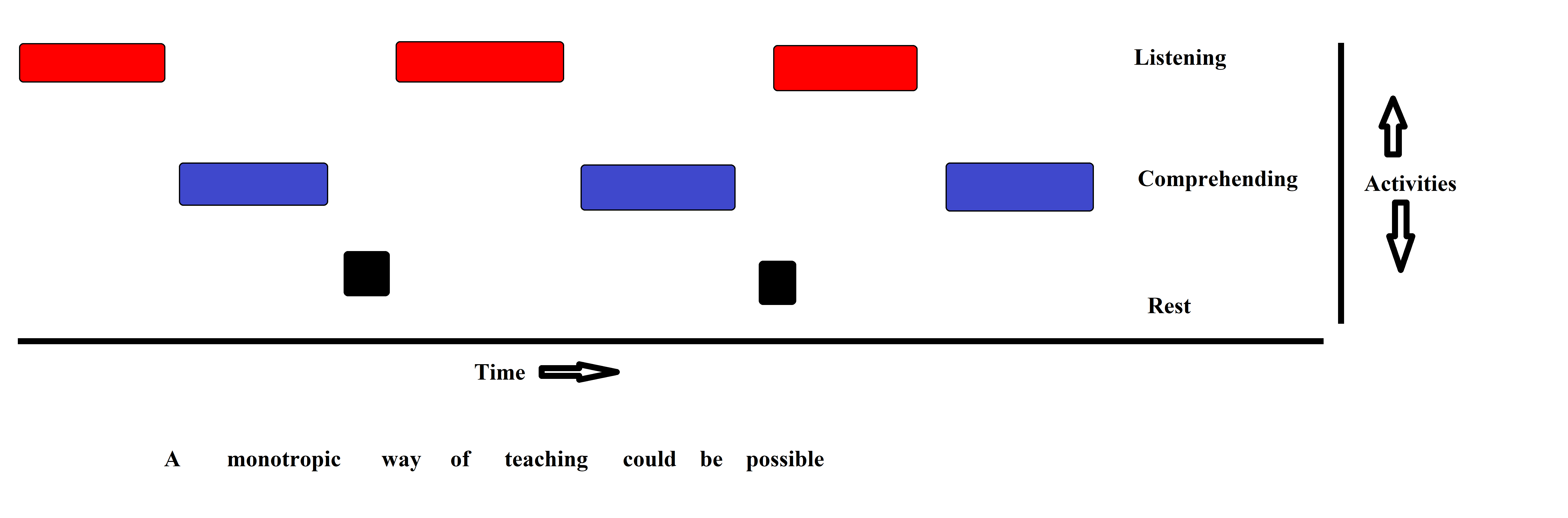
Monotropiskt sätt att undervisa.

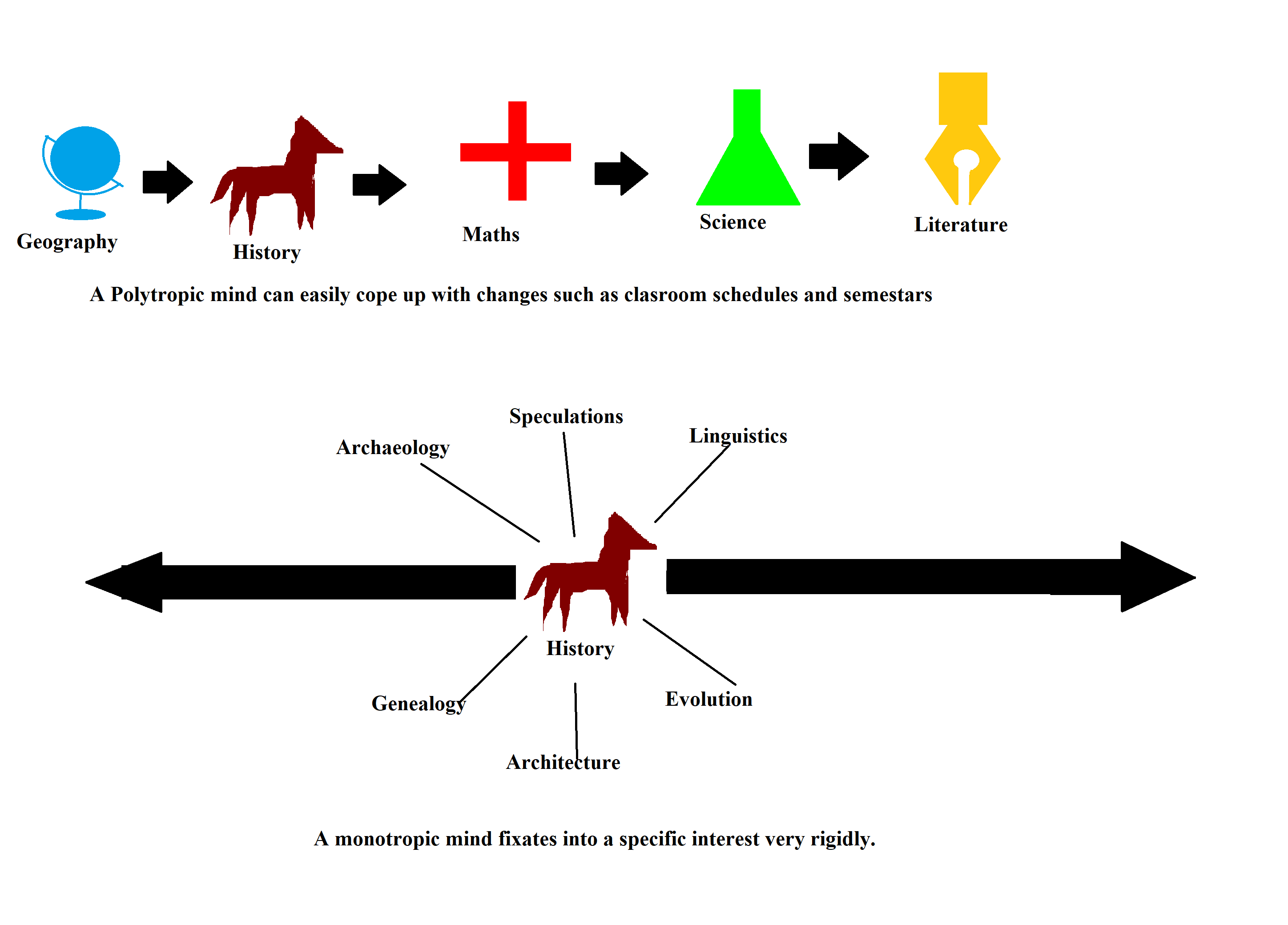
Monotropiskt och polytropiskt lärande.

Eftersom mängden uppmärksamhet som finns tillgänglig för en person är begränsad, tvingas kognitiva processer att konkurrera. Hos monotropiska individer slukar ett fåtal processer all uppmärksamhet vilket kan leda till svårigheter inom exempelvis social interaktion, som innebär ett flertal processer samtidigt. Språkutvecklingen kan också påverkas, på grund av den brett fördelade uppmärksamheten som krävs.
Monotropiska individer har problem med att bearbeta flera saker samtidigt, särskilt när det kommer till multitasking medan de lyssnar. En del elever har till exempel problem med att anteckna medan de lyssnar på en lärare och kan ha svårt att läsa en persons ansikte och förstå vad de säger samtidigt. En vanlig tendens är att individer undviker komplexa sensoriska miljöer på grund av denna överkänslighet. Monotropiska individer kan undertrycka uppmärksamhet och fokusera på något annat, eller utveckla stort djup i ett givet intresse eller färdighet.

## I praktiken
Murray et al. (2005) föreslog vissa saker för att hjälpa autistiska individer, såsom att öka "kopplingar", bygga förståelse genom barnets intressen och göra kopplingar mellan människor och begrepp mer "meningsfulla och mindre komplexa".